# 褐頭朱雀
褐頭朱雀（Carpodacus sillemi），又名桂红头岭雀，是中國的一種朱雀属鸟类。
褐頭朱雀只有兩個於1929年在中國西藏採集的標本。由於沒有威脅，相信牠們仍然生存。于2012年6月，褐头岭雀在西藏野牛谷海拔近5,000米处被再次发现并被拍摄，这也是第一次观察到褐头岭雀的雌性。过去褐头朱雀常被分类至岭雀属（Leucosticte）中，但在2016年使用线粒体DNA序列进行的一项系统发生学研究发现它们与藏雀是姐妹群，国际鸟类学者协会因此将它们分类至朱雀属中。
2022年，为了与其新的分类地位相符，“中国鸟类名录”10.0版将褐头岭雀的中文名修改为褐头朱雀。

## 外部連結
- Species factsheet: Carpodacus sillemi（页面存档备份，存于）